# 2-го отделения совхоза «Масловский»
2-го отделения совхоза «Масловский» — посёлок в Новоусманском районе Воронежской области.
Входит в состав Никольского сельского поселения.

## Население
| 2008 | 2010 |
| ---- | ---- |
| 321  | ↗335 |

## Улицы
В посёлке имеются две улицы: Молодёжная и Центральная.